# Albert Rösti
Albert Rösti (Frutigen, 8 de agosto de 1967) es un empresario, funcionario y político suizo, consejero federal de Suiza, que presidió el Partido Popular Suizo/Unión Democrática de Centro (SVP/UDC) de 2016 a 2020. Es miembro del Consejo Nacional del cantón de Berna desde 2011.

## Biografía
Albert Rösti creció en Kandersteg, Berna y estudió agronomía en la Escuela Politécnica Federal de Zúrich. Se graduó en 2002 para estudiar en la Universidad de Rochester una Maestría en Administración de Empresas.
Rösti ingresó al Departamento de Asuntos Económicos de Berna en 1998 y se desempeñó como Secretario General Adjunto de 2001 a 2003 y como Secretario General de 2003 a 2006. Luego se convirtió en el director de Swiss Milk Producers. Desde 2013 es propietario y gerente de la consultora empresarial y política Dr. Rosti GmbH.
De 2007 a 2014, Rösti fue presidente del Servicio de Información Agrícola (LID). En mayo de 2014. Fue elegido presidente de Action for a Sensible Energy Policy Suiza (AVES). En mayo de 2015, Rösti reemplazó a Caspar Baader como presidente de Swiss Oil, la asociación suiza de comerciantes de combustible.
Rösti vive en Uetendorf, está casado y tiene dos hijos.

## Carrera política
De 2000 a 2007, Rösti se desempeñó como presidente del capítulo de Uetendorf del SVP. Desde enero de 2008 fue miembro del consejo local de Uetendorf, y en 2014 se convirtió en alcalde de Uetendorf, reemplazando a Hannes Zaugg-Graf.
Rösti se postuló sin éxito en 2010 en las elecciones del Gobierno de Berna. Fue elegido por primera vez en las elecciones federales suizas de 2011 para el Consejo Nacional. Para las elecciones federales suizas de 2015, Rösti fue el director de campaña del SVP para las elecciones federales y se postuló sin éxito para el Consejo de Estados de Berna.
En noviembre de 2015, el capítulo de Berna de la SVP nominó a Rösti como candidato al Consejo Federal Suizo para las elecciones de 2015, pero retiró su candidatura al Consejo dos semanas después.
El 23 de abril de 2016, Rösti fue elegido por unanimidad presidente del SVP, en sustitución del presidente saliente Toni Brunner. Renunció a la dirección del partido en 2020 tras la elección de Marco Chiesa.
El 7 de diciembre de 2022, Rösti fue elegido miembro del Consejo Federal en las elecciones del Consejo Federal Suizo de 2022, en sustitución de Ueli Maurer.